# 韋氏叫姑魚
韋氏叫姑魚為輻鰭魚綱鱸形目鱸亞目石首魚科的其中一種，分布西南太平洋區，包括泰國灣、蘇門答臘、婆羅洲等海域，體長可達14公分，棲息在沿海，可做為食用魚。